# Hornindal
Hornindal er en en tidligere kommune som fra 2020 blev sammenlagt med Volda i  Møre og Romsdal fylke i Norge. Den grænser i nord til Volda og Ørsta, i øst til Stranda, i syd til Stryn og i vest til Eid.
Kommunecenteret Grodås ligger ved østenden af Hornindalsvatnet, europas dybeste sø. Hornindalsrokken (1.529 moh.) er højeste fjeld i Hornindal.
I Grodås ligger Anders Svor-museet (åbnet i 1953), som rummer en stor del af billedhuggeren Anders Svors (1864–1929) arbejder.

## Kommunevåbenet
Hornindals Kommunevåben viser tre leer. Hornindal har en lang historie med le- og naverproduktion. I 1800- og 1900-tallet var der smedje på omtrent hver gård i Hornindal. Kommunehuset i Hornindal (bygget 1995) hedder af dette "Smia".

## Tusenårssted
Kommunens tusenårssted kaldes «Laurapromenaden», og omfatter arealet langs Hornindalsvatnet – fra Grodås brygge til badestranden ved Kyrkjhorn.